# Women’s Professional Soccer 2010
Die Women’s Professional Soccer 2010 war die zweite Saison der US-amerikanischen Frauenfußballliga Women’s Professional Soccer. Die reguläre Saison begann am 10. April und endete am 12. September 2010. Die Play-off-Runde wurden in der Zeit vom 19. bis 26. September 2010 ausgespielt. Meister der Liga wurde der FC Gold Pride aus Santa Clara, Kalifornien, der sich im Finale mit 4:0 gegen Philadelphia Independence durchsetzte. Torschützenkönigin wurde Marta vom FC Gold Pride mit 20 Toren.

## Teilnehmende Franchises

### Veränderungen zum Vorjahr
- Mit Philadelphia Independence[1] und Atlanta Beat[2] wurden zwei neue Teams in die Liga aufgenommen.
- Ein potentielles Franchise aus Dallas wurde zunächst verworfen, da kein passendes Stadion gefunden werden konnte.[3]
- Titelverteidiger Los Angeles Sol wurde am 28. Januar 2010 aufgelöst, nachdem der Besitzer keinen Nachfolger fand.[4]
- Am 27. Mai 2010 stellte Saint Louis Athletica den Spielbetrieb aus finanziellen Gründen ein.[5]

### Franchises und Spielstätten
| Franchise                 | Ort                             | Stadion                           | Kapazität |
| ------------------------- | ------------------------------- | --------------------------------- | --------- |
| Atlanta Beat              | Atlanta, Georgia                | Kennesaw State University Stadium | 8.300     |
| Boston Breakers           | Somerville, Massachusetts       | Harvard Stadium                   | 30.323    |
| Chicago Red Stars         | Bridgeview, Illinois            | Toyota Park                       | 20.000    |
| FC Gold Pride             | Santa Clara, Kalifornien        | Pioneer Stadium                   | 5.000     |
| Philadelphia Independence | Chester, Pennsylvania           | John A. Farrell Stadium           | 7.500     |
| St. Louis Athletica       | St. Louis, Missouri             | Anheuser-Busch Center             | 5.500     |
| Sky Blue FC               | Piscataway Township, New Jersey | Yurcak Field                      | 5.000     |
| Washington Freedom        | Germantown, Maryland            | Maryland SoccerPlex               | 5.126     |

| Beat |

| Breakers |

| Red Stars |

| Gold Pride |

| Independence |

| Athletica |

| Sky Blue |

| Freedom |

| Beat |

| Breakers |

| Red Stars |

| Gold Pride |

| Independence |

| Athletica |

| Sky Blue |

| Freedom |

## Statistiken

### Tabelle
| Pl. | Verein                    | Sp. | S  | U | N  | Tore    | Diff. | Punkte |
| --- | ------------------------- | --- | -- | - | -- | ------- | ----- | ------ |
| 1.  | FC Gold Pride             | 24  | 16 | 5 | 3  | 046:190 | +27   | 53     |
| 2.  | Boston Breakers           | 24  | 10 | 6 | 8  | 036:280 | +8    | 36     |
| 3.  | Philadelphia Independence | 24  | 10 | 4 | 10 | 037:360 | +1    | 34     |
| 4.  | Washington Freedom        | 24  | 8  | 7 | 9  | 033:330 | ±0    | 31     |
| 5.  | Sky Blue FC               | 24  | 7  | 7 | 10 | 020:310 | −11   | 28     |
| 6.  | Chicago Red Stars         | 24  | 7  | 6 | 11 | 021:270 | −6    | 27     |
| 7.  | Atlanta Beat              | 24  | 5  | 6 | 13 | 020:400 | −20   | 21     |
| 8.  | Saint Louis Athletica 1   | 6   | 2  | 3 | 1  | 009:800 | +1    | 09     |

### Ergebnisse
| Mannschaft                      | Spiel | Spiel | Spiel | Spiel | Spiel | Spiel | Spiel | Spiel | Spiel | Spiel | Spiel | Spiel | Spiel | Spiel | Spiel | Spiel | Spiel | Spiel | Spiel | Spiel | Spiel | Spiel | Spiel | Spiel |
| Mannschaft                      | 1     | 2     | 3     | 4     | 5     | 6     | 7     | 8     | 9     | 10    | 11    | 12    | 13    | 14    | 15    | 16    | 17    | 18    | 19    | 20    | 21    | 22    | 23    | 24    |
| ------------------------------- | ----- | ----- | ----- | ----- | ----- | ----- | ----- | ----- | ----- | ----- | ----- | ----- | ----- | ----- | ----- | ----- | ----- | ----- | ----- | ----- | ----- | ----- | ----- | ----- |
| Atlanta Beat (ATL)              | PHI   | WSH   | BAY   | PHI   | NJ    | WSH   | CHI   | CHI   | PHI   | BAY   | CHI   | BOS   | NJ    | CHI   | WSH   | BAY   | BOS   | BOS   | PHI   | BOS   | BAY   | BOS   | NJ    | WSH   |
| Atlanta Beat (ATL)              | 0:0   | 1:3   | 1:2   | 0:1   | 0:1   | 0:2   | 0:0   | 1:0   | 2:2   | 0:4   | 1:1   | 1:3   | 1:0   | 1:0   | 3:2   | 0:0   | 0:2   | 1:2   | 2:3   | 3:2   | 1:6   | 1:3   | 0:0   | 0:1   |
| Boston Breakers (BOS)           | WSH   | PHI   | STL   | CHI   | WSH   | BAY   | NJ    | NJ    | BAY   | CHI   | PHI   | ATL   | WSH   | BAY   | CHI   | WAS   | ATL   | PHI   | NJ    | ATL   | PHI   | ATL   | BAY   | NJ    |
| Boston Breakers (BOS)           | 2:1   | 1:1   | 1:1   | 0:2   | 0:0   | 1:2   | 0:0   | 1:2   | 0:1   | 1:2   | 2:1   | 3:1   | 2:1   | 2:1   | 3:1   | 3:1   | 2:0   | 2:2   | 4:0   | 2:3   | 2:1   | 3:1   | 0:2   | 0:0   |
| Chicago Red Stars (CHI)         | NJ    | STL   | NJ    | BOS   | BAY   | PHI   | BAY   | ATL   | WSH   | ATL   | BOS   | WSH   | ATL   | NJ    | ATL   | BOS   | PHI   | NJ    | BAY   | PHI   | WAS   | BAY   | PHI   | WAS   |
| Chicago Red Stars (CHI)         | 0:1   | 1:1   | 0:1   | 2:0   | 0:2   | 0:1   | 1:0   | 0:0   | 2:2   | 0:1   | 2:1   | 0:0   | 1:1   | 2:0   | 0:1   | 1:3   | 0:3   | 2:1   | 0:0   | 1:2   | 0:2   | 2:3   | 2:0   | 2:1   |
| FC Gold Pride (BAY)             | STL   | NJ    | ATL   | NJ    | CHI   | BOS   | CHI   | WSH   | PHI   | BOS   | NJ    | ATL   | WAS   | PHI   | BOS   | WSH   | ATL   | CHI   | WSH   | CHI   | ATL   | NJ    | BOS   | PHI   |
| FC Gold Pride (BAY)             | 0:2   | 3:1   | 2:1   | 1:0   | 2:0   | 2:1   | 0:1   | 1:1   | 3:1   | 1:0   | 0:2   | 4:0   | 3:2   | 2:0   | 2:1   | 4:1   | 0:0   | 0:0   | 0:0   | 3:2   | 6:1   | 1:1   | 2:0   | 4:1   |
| Philadelphia Independence (PHI) | ATL   | BOS   | WSH   | ATL   | STL   | CHI   | WSH   | NJ    | BAY   | NJ    | ATL   | WSH   | BOS   | BAY   | NJ    | CHI   | WSH   | BOS   | CHI   | ATL   | NJ    | BOS   | CHI   | BAY   |
| Philadelphia Independence (PHI) | 0:0   | 1:1   | 3:1   | 1:0   | 1:2   | 1:0   | 1:2   | 2:1   | 1:3   | 4:1   | 2:2   | 3:2   | 1:2   | 0:2   | 4:1   | 3:0   | 0:2   | 2:2   | 2:1   | 3:2   | 0:1   | 1:2   | 0:2   | 1:4   |
| Saint Louis Athletica (STL)     | BAY   | CHI   | BOS   | WSH   | PHI   | NJ    |       |       |       |       |       |       |       |       |       |       |       |       |       |       |       |       |       |       |
| Saint Louis Athletica (STL)     | 2:0   | 1:1   | 1:1   | 1:3   | 2:1   | 2:2   |       |       |       |       |       |       |       |       |       |       |       |       |       |       |       |       |       |       |
| Sky Blue FC (NJ)                | CHI   | BAY   | CHI   | BAY   | ATL   | STL   | BOS   | PHI   | BOS   | PHI   | BAY   | WSH   | CHI   | ATL   | PHI   | CHI   | ATL   | WAS   | BOS   | PHI   | WSH   | BAY   | ATL   | BOS   |
| Sky Blue FC (NJ)                | 1:0   | 1:3   | 1:0   | 0:1   | 1:0   | 2:2   | 0:0   | 1:2   | 2:1   | 1:4   | 2:0   | 0:0   | 0:2   | 0:1   | 1:4   | 1:2   | 2:1   | 1:1   | 0:4   | 1:0   | 1:2   | 1:1   | 0:0   | 0:0   |
| Washington Freedom (WSH)        | BOS   | ATL   | PHI   | STL   | BOS   | ATL   | PHI   | BAY   | CHI   | PHI   | CHI   | NJ    | BAY   | BOS   | BAY   | ATL   | BOS   | PHI   | NJ    | BAY   | CHI   | NJ    | CHI   | ATL   |
| Washington Freedom (WSH)        | 1:2   | 3:1   | 1:3   | 3:1   | 0:0   | 2:0   | 2:1   | 1:1   | 2:2   | 2:3   | 0:0   | 0:0   | 2:3   | 1:2   | 1:4   | 2:3   | 1:3   | 2:0   | 1:1   | 0:0   | 2:0   | 2:1   | 1:2   | 1:0   |

| Legende   | Legende       |
| --------- | ------------- |
| Heimspiel | Auswärtsspiel |

### Torschützinnenliste
| Platz | Spielerin          | Verein                              | Anzahl |
| ----- | ------------------ | ----------------------------------- | ------ |
| 1     | Marta              | FC Gold Pride                       | 19     |
| 2     | Abby Wambach       | Washington Freedom                  | 13     |
| 3     | Amy Rodriguez      | Philadelphia Independence           | 12     |
| 4     | Kelly Smith        | Boston Breakers                     | 11     |
| 5     | Christine Sinclair | FC Gold Pride                       | 10     |
| 6     | Eniola Aluko       | Saint Louis Athletica, Atlanta Beat | 9      |
| 7     | Ella Masar         | Chicago Red Stars                   | 8      |
| 8     | Jordan Angeli      | Boston Breakers                     | 7      |
| 9     | Tiffeny Milbrett   | FC Gold Pride                       | 6      |
|       | Kelley O’Hara      | FC Gold Pride                       | 6      |

### Zuschauertabelle
|    | Verein                    | Zuschauer | Heimspiele | pro Spiel | Auslastung |
| -- | ------------------------- | --------- | ---------- | --------- | ---------- |
| 1. | Boston Breakers 1         | 53.878    | 12         | 4.490     | 017,7 %    |
| 2. | Chicago Red Stars         | 48.296    | 12         | 4.025     | 020,1 %    |
| 3. | Washington Freedom 2      | 45.904    | 12         | 3.825     | 062,7 %    |
| 4. | Atlanta Beat              | 44.284    | 12         | 3.690     | 044,5 %    |
| 5. | Sky Blue FC               | 36.521    | 11         | 3.320     | 066,4 %    |
| 6. | FC Gold Pride 3           | 36.675    | 12         | 3.056     | 064,7 %    |
| 7. | Saint Louis Athletica     | 12.109    | 4          | 3.027     | 055 %      |
| 8. | Philadelphia Independence | 35.605    | 12         | 2.967     | 039,6 %    |

## Play-off-Runde

### Übersicht
|  | First Round | First Round               | First Round |  |  | Super Semifinal | Super Semifinal           | Super Semifinal |  |  | WPS Championship | WPS Championship          | WPS Championship |
|  |             |                           |             |  |  |                 |                           |                 |  |  |                  |                           |                  |
|  |             |                           |             |  |  |                 |                           |                 |  |  | 1                | FC Gold Pride             | 4                |
|  |             |                           |             |  |  | 2               | Boston Breakers           | 1               |  |  | 3                | Philadelphia Independence | 0                |
|  | 3           | Philadelphia Independence | 1           |  |  | 3               | Philadelphia Independence | 2               |  |  |                  |                           |                  |
|  | 4           | Washington Freedom        | 0           |  |  |                 |                           |                 |  |  |                  |                           |                  |

### First Round
In der ersten Play-off-Runde empfing der Vorrundendritte den Vorrundenvierten.
| Datum              |                           | Ergebnis  |                    |
| ------------------ | ------------------------- | --------- | ------------------ |
| 19. September 2010 | Philadelphia Independence | 1:0 n. V. | Washington Freedom |

### Super Semifinal
In der zweiten Play-off-Runde empfing der Vorrundenzweite den Sieger der ersten Runde.
| Datum              |                 | Ergebnis  |                           |
| ------------------ | --------------- | --------- | ------------------------- |
| 23. September 2010 | Boston Breakers | 1:2 n. V. | Philadelphia Independence |

### WPS Championship
Der FC Gold Pride war als Meister der Regular Season für das Meisterschaftsendspiel gesetzt. Gespielt wurde im Pioneer Stadium in Hayward.
| FC Gold Pride                              | FC Gold Pride | Philadelphia Independence | Philadelphia Independence |
| ------------------------------------------ | --- | --- | ------------------------- |
| FC Gold Pride                              | \| Finale \| \| 26. September 2010 in Hayward, Kalifornien \| \| Ergebnis: 4:0 (2:0) \| \| Zuschauer: 5.228 \| \| Schiedsrichterin: Jennifer Bennett \| | \| Finale \| \| 26. September 2010 in Hayward, Kalifornien \| \| Ergebnis: 4:0 (2:0) \| \| Zuschauer: 5.228 \| \| Schiedsrichterin: Jennifer Bennett \| | Philadelphia Independence |
| FC Gold Pride                              | Nicole Barnhart – Candace Chapman (80. Kristen Graczyk), Rachel Buehler, Ali Riley, Becky Edwards – Shannon Boxx (75. Kiki Bosio), Camille Abily (66. Kelley O’Hara), Tiffeny Milbrett, Christine Sinclair – Kandace Wilson, Marta Cheftrainer: Albertin Montoya | Valerie Henderson – Nikki Krzysik, Allison Falk, Estelle Johnson – Hólmfríður Magnúsdóttir, Lori Lindsey (58. Danesha Adams), Jen Buczkowski, Caroline Seger (76. Lyndsey Patterson), Tina DiMartino – Amy Rodriguez, Lianne Sanderson (64. Heather Mitts) Cheftrainer: Paul Riley | Philadelphia Independence |
| FC Gold Pride                              | 1:0 Christine Sinclair (16.) 2:0 Kandace Wilson (28.) 3:0 Christine Sinclair (53.) 4:0 Marta (90.) | | Philadelphia Independence |
| FC Gold Pride                              | Spieler des Spiels: Marta | | Philadelphia Independence |
| Finale                                     | | |                           |
| 26. September 2010 in Hayward, Kalifornien | | |                           |
| Ergebnis: 4:0 (2:0)                        | | |                           |
| Zuschauer: 5.228                           | | |                           |
| Schiedsrichterin: Jennifer Bennett         | | |                           |

## Auszeichnungen
Am Saisonende vergab die Liga sieben Auszeichnungen.
| Preis                                   | Ehrung für             | Preisträger                            |
| --------------------------------------- | ---------------------- | -------------------------------------- |
| Michelle Akers Player of the Year Award | Wertvollste Spielerin  | Marta (FC Gold Pride)                  |
| Defender of the Year Award              | Beste Abwehrspielerin  | Amy LePeilbet (Boston Breakers)        |
| Goalkeeper of the Year Award            | Beste Torhüterin       | Nicole Barnhart (FC Gold Pride)        |
| Rookie of the Year Award                | Beste neue Spielerin   | Ali Riley (FC Gold Pride)              |
| Golden Boot                             | Torschützenkönigin     | Marta (FC Gold Pride, 20 Tore)         |
| Sportswomen of the Year Award           | Fußballerin des Jahres | Natalie Spilger (Chicago Red Stars)    |
| Coach of the Year Award                 | Trainer des Jahres     | Paul Riley (Philadelphia Independence) |